# Ratsgymnasium Rotenburg (Wümme)

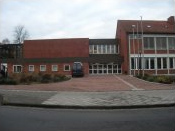
Das Ratsgymnasium Rotenburg

Das Ratsgymnasium Rotenburg (Wümme) ist ein Gymnasium in der niedersächsischen Kreisstadt Rotenburg (Wümme). Es wurde am 2. März 1949 unter dem Namen „Ratsschule Rotenburg“ gegründet.

## Geschichte

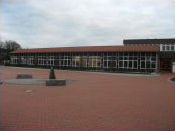
Ratsgymnasium Rotenburg (Wümme)

Das Ratsgymnasium Rotenburg wurde 1949 aus der Ratsschule gegründet. Das Gebäude wurde erstmals 1912 errichtet, jedoch war es zu klein und wurde 1953/54 umgebaut. Insgesamt wurden 18 Klassen und eine „Wanderklasse“ unterrichtet.
Es begann alles mit einem „neuartigen Schultyp“, der auf der vorhandenen Mittelstufe aufbaute. Zunächst wurde eine Aufbauschule eingerichtet, bei der es ab der 7. Klasse sowohl einen Oberschul- als auch einen Mittelschulzweig gab. Die Schüler konnten die Schule bis zur 13. Klasse besuchen. Nach dem Zweiten Weltkrieg war eine höhere Schulform notwendig, da die Einwohnerzahl Rotenburgs von 7.500 auf 14.000 gestiegen war und ein Bildungsbedürfnis entstand. Da es bisher sowohl an Platz als auch an Kompetenz mangelte, konnte man sich in der nächstgelegenen größeren Stadt Bremen weiterbilden lassen. Nach Verhandlungen mit dem Kultusministerium im Jahre 1947 entstand zunächst eine Kombination aus einer Aufbau- und einer Mittelschule, woraus 1949 eine Gesamtschule wurde, die bislang die siebte und achte Klasse beinhaltete und sich „Ratsschule – Vereinigte Mittel- und Oberschule“ nannte. Nach sechs Jahren beinhaltete die Schule die Klassen sieben bis dreizehn.
Im Frühjahr 1955 wurde an der Schule die erste Reifeprüfung abgelegt. Außerdem wurde am 1. Mai 1955 der Oberstudienrat Krause aus Wolfsburg zum Direktor der Oberschule berufen. Die Prüfung bestanden 16 Prüflinge.
Vom 29. September bis zum 3. Oktober 1959 feierte das Ratsgymnasium Rotenburg mit einer Festwoche die Einweihung seines Schulneubaus in der Gerberstraße. Nach 10 Jahren Aufbaudauer hatte das Ratsgymnasium 26 Lehrer und 450 Schüler. Am 25. Oktober 1957 wurde der Grundstein für das „Ratsgymnasium – Neusprachliches Gymnasium“ gelegt. Nach etwa einem Jahr konnten die Schüler den ersten Teil des geplanten Neubaus nutzen, in dem ihnen vier Klassen- und drei Spezialräume zur Verfügung standen.

## Ausstattung

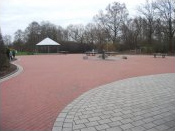
Pausenhof

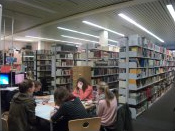
Bibliothek

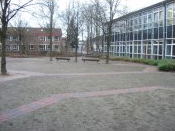
Serenadenhof

Das Ratsgymnasium Rotenburg ist mit einer Aula, einer Pausenhalle sowie Fach- und Unterrichtsräumen ausgestattet. Außerdem verfügt die Schule über zwei Schulhöfe, zum einen der Serenadenhof und zum anderen der Pausenhof. Auf dem Pausenhof findet man einen Sportplatz. Er ist mit einer Aschenbahn und einem Volleyballfeld ausgestattet. Neben vier Tischtennisplatten gibt es auch einen kleinen Spielplatz mit Turnstangen.
In der Pausenhalle stehen Kicker-Tische zur Verfügung. Die Klassenräume sind mit Unterrichtsmedien wie Smartboards und Beamern ausgestattet. Zusätzlich werden zwei Computerräume zur Recherche und für den Informatikunterricht genutzt.
Die im Schulgebäude enthaltene Bibliothek stellt den Schülern ebenfalls Zusatzinformationen für den Unterricht bereit.
Seit August 2017 verfügt das Ratsgymnasium über eine neugebaute Cafeteria, die warme Mittagsverpflegung bietet.

## Bildungsangebot
In der Oberstufe werden derzeit „Kurse auf erhöhtem Niveau“ in fast allen Fächern angeboten. Das Ratsgymnasium Rotenburg bietet den Oberstufenschülern vier Schwerpunkte an:
- den sprachlichen,
- den musisch-künstlerischen,
- den gesellschaftswissenschaftlichen,
- den naturwissenschaftlichen.

Das Angebot an Fremdsprachen umfasst neben Englisch wahlweise Französisch oder Latein. Ab Klasse 6 und ab Klasse 7 wird zusätzlich ein naturwissenschaftlicher, sprachlicher oder musikalischer Zweig bis zur 10. Klasse angeboten.

## Austauschprogramm
Das Ratsgymnasium Rotenburg pflegt langjährige Kontakte zu Schulen im europäischen und amerikanischen Ausland. Regelmäßig finden Schüleraustausche und Schulfahrten dorthin statt.
- Frankreich, Sainte-Foy la Grande, Lycée Élisée Reclus Paul Broca, seit 1970
- Frankreich, Sainte-Foy La Grande, Collège Elie Faure, seit 1970
- Mexiko, Mexiko-Stadt, Colegio Alemán Alexander von Humboldt in La Herradura
- Polen, Węgorzewo, Lyzeum Węgorzewo, seit 1995
- Ungarn, Budapest, deutsch-ungarisches Gymnasium, seit 1993

## Sonstige Aktivitäten
Neben dem Unterricht am Ratsgymnasium Rotenburg können die Schüler nachmittags an zahlreichen Arbeitsgemeinschaften teilnehmen. Folgende Arbeitsgemeinschaften sind am Ratsgymnasium Rotenburg vertreten:
- Aquarium
- DELF-DALF-Programm
- Chor
- Drucktechniken
- Film-AG
- Orchester
- Papier schöpfen und gestalten
- Sport (Leichtathletik-AG)
- Theater
- Schule ohne Rassismus – Schule mit Courage
- Plattdeutsch-AG
- Zukunfts-AG

Außerdem haben die Schüler des Ratsgymnasiums die Möglichkeit, an verschiedenen Wettbewerben teilzunehmen. Darunter befinden sich beispielsweise der Känguru-Wettbewerb, die Mathematik-Olympiade und der Plattdeutsch-Lesewettbewerb.
Zum anderen verfolgt das Ratsgymnasium verschiedene Projekte, wie zum Beispiel das Friedensprojekt „Lommel“ und Kreatives Lernen. Neben dem Unterrichtsstoff wird beim Kreativen Lernen ein noch breiteres Spektrum angeboten, das Einblicke in Berufe gibt und Anregungen für interessante Dinge vermittelt. Außerdem können Schüler in Englisch und Französisch internationale Sprachzertifikate erwerben. Zudem können Schüler bald ebenfalls das internationale Sprachzertifikat in Spanisch erlangen.